# Daniel Pérez Moreno
Daniel Pérez Moreno (Guardamar del Segura, 17 juli 1981) is een voormalig Spaans voetballer die als middenvelder speelde. Hij is beter bekend onder de naam “Tonino”, de gehele familie in zijn geboortedorp wordt zo genoemd.
Pérez Moreno heeft achtereenvolgens de jeugdreeksen van CD Alone de Guardemar, Kelme CF de Elche en Real Murcia doorlopen en debuteerde bij deze laatstgenoemde club in de B-ploeg tijdens het seizoen 2000-2001 in Tercera División.
Het volgend seizoen 2001-2002 werd hij bij reeksgenoot Orihuela CF kampioen en dwong de promotie af.
Hijzelf bleef echter op hetzelfde niveau spelen door achtereenvolgens over te stappen naar Elche CF Ilicitano (seizoen 2002-2003) en CD Molinense (eerste helft seizoen 2003-2004), totdat hij terugkeerde naar zijn eerste jeugdploeg, CD Alone de Guardemar, dat uitkwam in Regional Preferente. Bij deze ploeg speelt hij in total 3,5 seizoenen en promoveerde naar de Tercera División tijdens het seizoen 2004-2005.
Tijdens het seizoen 2007-2008 stapt hij over naar reeks- en streekgenoot CD Torrevieja, waarna hij tijdens het seizoen 2008-2009 overstapte naar het één reeks hoger spelend CD Alcoyano. Tijdens zijn eerste seizoen met deze ploeg wordt hij kampioen in Segunda División B, maar de eindronde werd verloren tegen o.a.FC Cartagena.
Tijdens de eindronde wedstrijden overtuigde hij echter het bestuur van deze laatstgenoemde club zodat hij in het seizoen 2009-2010 overstapt naar het net naar Segunda División A gepromoveerde FC Cartagena. Hij had te veel concurrentie en doordat de ploeg goed functioneerde, kreeg hij geen echte kans.
Medio het seizoen 2009-2010 stapte hij over naar CD Leganés, een ploeg uit de Segunda División B, waar hij anderhalf succesvol vertoefde.  Toen FC Cartagena op het einde van het seizoen 2011-2012 zijn plaats in de zilveren divisie verloor, keerde hij in juni 2012 voor twee seizoenen terug naar de havenstad.  In tegenstelling met zijn eerste verschijning in de club van de havenstad, werd hij onmiddellijk een van de smaakmakers van de geslaagde competitiestart.  De ploeg viel echter terug en eindigde slechts tweede in de competitie.  In de eindronde werd de ploeg in de eerste ronde uitgeschakeld.  Aangezien de promotie niet werd afgedwongen, verviel de clausule van automatische verlenging in geval van promotie.
Voor het seizoen 2013-2014 vond hij onderdak bij Orihuela CF, een ploeg die net naar de Tercera División afgedaald was.  Daar kwam hij zijn ploegmakker van vorig seizoen, Antonio Cañadas Zapata, weer tegen.  De speler scoorde 8 doelpunten.  Op het einde van de reguliere competitie eindigde de ploeg derde en deze plaats gaf hen recht op deelname aan de playoffs.
Tijdens het seizoen 2015-2016 tekende hij voor reeksgenoot Crevillente Deportivo.
Hij sloot zijn carrière vanaf het seizoen 2016-2017 af bij het bescheiden Almoradi.